# Naâma

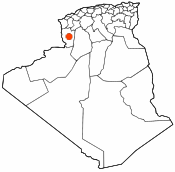
Naâmas läge i Algeriet.

Naâma (arabiska النعامة) är en stad och kommun i nordvästra Algeriet och är administrativ huvudort för en provins med samma namn. Folkmängden i kommunen uppgick till 16 251 invånare vid folkräkningen 2008, varav 14 624 invånare bodde i centralorten.